# Ahasja (Juda)

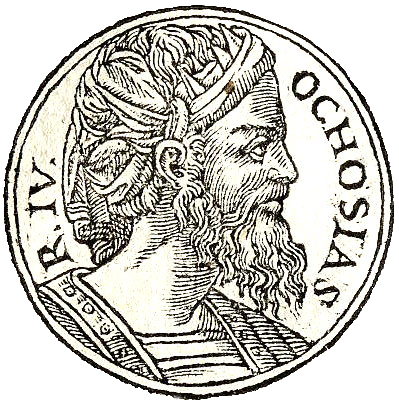
Ahasja aus „Promptuarii Iconum Insigniorum“

Ahasja (auch Jeoahas) war König von Juda; seine nur wenige Monate dauernde Herrschaft wird auf das Jahr 842 oder 841 v. Chr. datiert.

## Etymologie
Der hebräische Personenname „Ahasja“ ist in drei verschiedenen Schreibweisen überliefert: אֲחַזְיָהוּ ’ǎḥazjāhû, אֲחַזְיָה ’ǎḥazjāh und יְהֹואָחָז jəhô’āḥāz. Es handelt sich um einen Verbalsatznamen, bestehend aus Subjekt und Prädikat. Subjekt (und zugleich theophores Element) ist eine Form von „JHWH“ (יָהוּ jāhû, יָה jāh oder יְהֹו jəhô), das Prädikat leitet sich von der Verbwurzel אחז ’ḥz, deutsch ‚ergreifen‘ ab. Der Name lässt sich als „JHWH hat ergriffen“ übersetzen. Die Septuaginta gibt den Namen als Οχοζιας Ochozias wieder, die Vulgata als Ohozias.

## Biblische Erzählung
Ahasja war der jüngste Sohn von Joram und Atalja, der Enkeltochter Omris (Tochter Ahabs); Thronfolger wurde er, gerade 22-jährig, da seine Brüder bei einem Einfall von Arabern ums Leben gekommen waren. Die biblische Überlieferung (2. Chronik 22) bietet ein negatives Bild von ihm, da er den Wegen seiner Eltern gefolgt sei, die den Baalskult gefördert hatten. Gemeinsam mit seinem Onkel Joram von Israel, dem Sohn Ahabs, unternahm er einen erfolglosen Feldzug gegen König Hazael von Aram. Bei Rama wurde Joram verwundet, sodass er nach Jesreel umkehren musste, wo er genesen wollte. Als Ahasja daraufhin Joram besuchte, wurde er von Jehu getötet, dessen Ziel es war, das ganze Haus der Omriden, dem Ahasja über seine Mutter angehörte, auszulöschen. Nachfolgerin Ahasjas wurde seine Mutter Atalja, gegen die sich allerdings Joasch erhob.

## Außerbiblisches
1993/1994 wurde am Tell Dan eine Stele gefunden, deren Autor angibt, er habe Ahasja und Joram (den König von Israel) erschlagen. Dem Zusammenhang nach muss es sich bei diesem Autor um Hazael von Aram handeln. Es ist allerdings nicht klar, ob diese Angabe den Tatsachen entspricht und Hasael wirklich beide Könige getötet hat, oder ob dies lediglich eine Überhöhung seines Sieges darstellt und Ahasja, wie im alttestamentlichen Bericht, später von Jehu getötet wurde.